# Surface (série télévisée, 2025)
Pour les articles homonymes, voir Surface.
Production
Diffusion
Surface est une série télévisée franco-germano-belge, réalisée par Slimane-Baptiste Berhoun d'après un scénario de Catherine Touzet, Marie Deshaires, Laura Piani et Gaëlle Bellan, et diffusée en Suisse à partir du 22 juillet 2025 sur RTS1, en Belgique à partir du 5 août 2025 sur RTL TVI et en France à partir du 21 août 2025 sur France 2.
Ce polar, basé sur le roman homonyme d'Olivier Norek paru en 2019 chez Michel Lafon, est une coproduction de Quad Drama, France Télévisions, Panache Productions (RTL) et Nadcon Film (ARD).

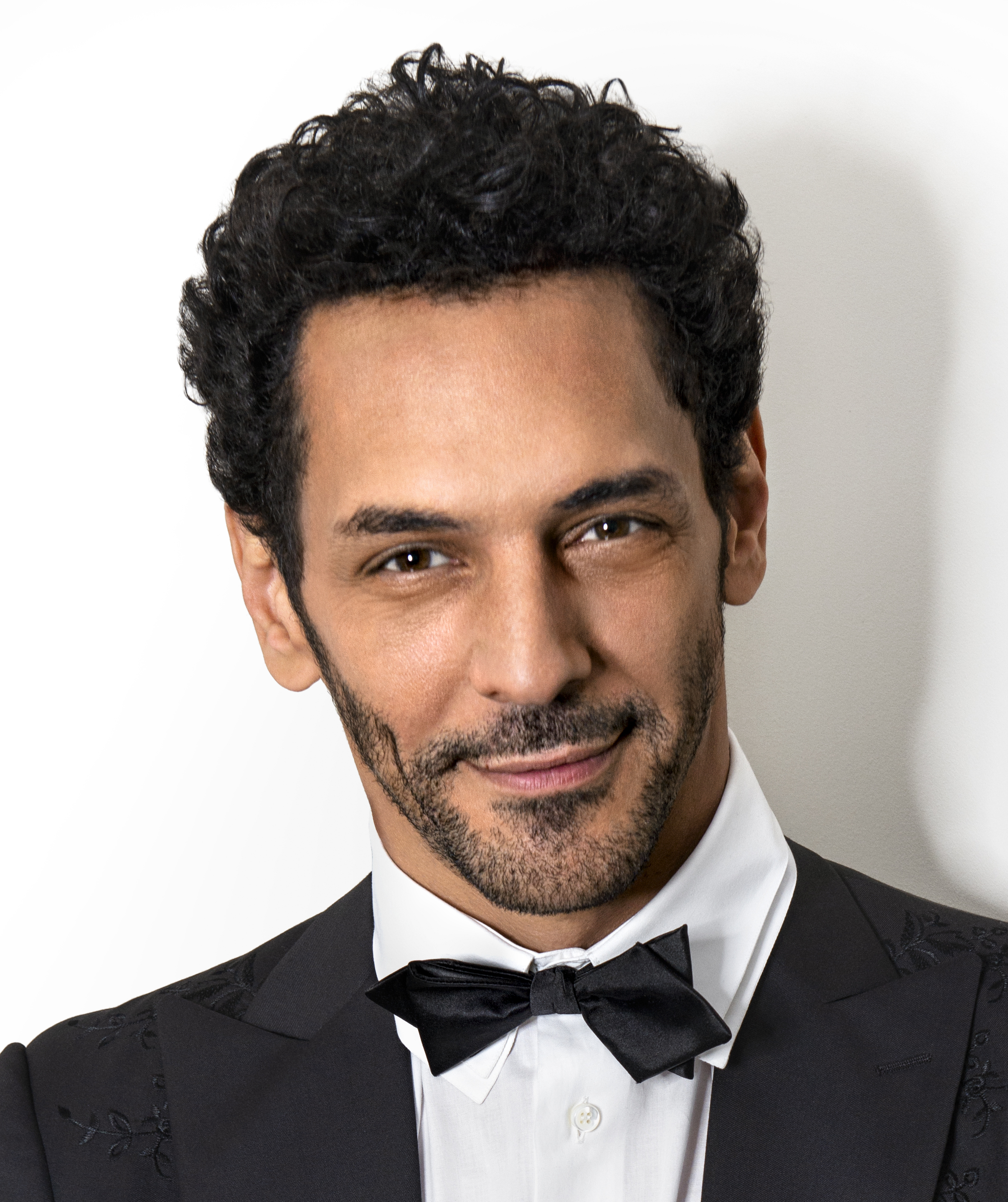
Tomer Sisley.

## Synopsis
Noémie Chastain est une flic parisienne qui a été à moitié défigurée lors d'une intervention qui lui a cependant permis de sauver une petite fille,.
Affectée à Avalone dans le département de l'Aveyron durant sa convalescence,, elle débarque dans un village dont la partie basse a été engloutie il y a vingt-cinq ans dans un lac de barrage.
Un pêcheur voit soudain remonter à la surface un fût qui contient le squelette d'un petit garçon disparu en 2001,,.
Les plongeurs de la brigade fluviale de Paris interviennent pour rechercher les squelettes des deux autres enfants disparus à l'époque mais, dans ce village englouti, ils doivent plonger dans un milieu à haut risque où ils risquent la mort à tout moment.
Ils ne retrouvent qu'un seul autre enfant, ainsi que 8 fûts vides, mais aucune trace de la petite Elsa, disparue le même jour qu'Alex et Cyril.

## Distribution

### Police
- Laura Smet : capitaine de police Noémie Chastain
- Théo Costa-Marini : Romain Valant
- Otis Ngoi : Didier Bousquet
- Quentin Laclotte Parmentier : Mikaël Soulignac, dit Milk
- Pauline Serieys : Nadège Chabot
- Tomer Sisley : Hugo Massey, plongeur de la brigade fluviale de Paris
- Kamel Isker : Sonar Massey, plongeur de la brigade fluviale de Paris

### Familles des victimes
- Luc-Antoine Diquéro : Jacques Dorin
- Serpentine Teyssier : Annie Dorin
- Samuel Churin : Jean Casteran
- Éloïse Rey : Justine Casteran
- Juliette Plumecocq-Mech : Hélène Saulnier

### Autres personnages
- Florence Muller : Catherine Valant, mère de Romain et maire de la ville
- Inès Melab : Sofia Valant, épouse de Romain
- Olivia Brunaux : Sabine Soulignac, mère de Milk et tenancière du café du village

## Production

### Genèse et développement
Ce polar, basé sur le roman homonyme d'Olivier Norek, paru en 2019, chez Michel Lafon et plusieurs fois récompensé, est une coproduction de Quad Drama, France Télévisions, Panache Productions (RTL) et Nadcon Film (ARD), réalisée pour France 2 avec le soutien de la région Occitanie, de Screen Flanders et du tax shelter du gouvernement fédéral de Belgique,,,,,,.
Le scénario est écrit par Catherine Touzet, Marie Deshaires, Laura Piani et Gaëlle Bellan, et la réalisation est assurée par Slimane-Baptiste Berhoun,,,,.

### Attribution des rôles
Le rôle principal, celui de Noémie Chastain, une flic parisienne mise au placard dans un village du département de l'Aveyron, est tenu par Laura Smet, fille de Johnny Hallyday.
Le réalisateur Slimane-Baptiste Berhoun confie : « Je ne la connaissais pas. Mais dès le casting, j'ai trouvé qu'elle dégageait quelque chose de magnétique. Elle a ensuite fait des formations, appris à se déplacer sous l'eau. Elle n'avait jamais fait ça, mais elle a très vite été à l'aise. Elle peut tout faire, c'est vraiment quelqu'un sur qui on peut compter. ».
Son personnage étant une flic à moitié défigurée durant une intervention qui a mal tourné, Laura Smet subit tous les jours la pose de sa cicatrice, qui prend une heure : « Je ne regarde pas trop ce qu'ils font, je ferme les yeux et, quand je les rouvre, je suis Noémie […] Ce n'est pas juste une griffure, c'est une faille, un complexe. Il fallait que ça soit un peu méchant et qu'au fil de la série, Noémie apprenne à ne plus se cacher ». Elle explique que son maquillage « est comme un costume puissance mille. Noémie est un animal blessé. Et moi, j'aime changer. Cela me nourrit. Là, je suis obligée d'aller au-delà de mes limites, de repousser des peurs. ». L'actrice précise par ailleurs : « J'apprends tous mes textes par cœur, deux semaines par deux semaines, comme ça je peux passer plus de temps avec mon fils le soir, et dormir tranquille. Un scénario, il faut l'oublier pour pouvoir le réinventer, le sentir, parce que si tu récites… ça se sent. ».
Tomer Sisley, qui joue le rôle d'un homme-grenouille, précise : « Ce qui fatigue le plus, c'est de descendre, remonter, descendre, remonter… ça tue. J'ai commencé à faire de la plongée quand j'avais 16 ans. Ça fait un peu partie de mon ADN. Sans trop d'entraînement, je tiens presque trois minutes en apnée. Mais lors des premiers essais, j'ai eu une vraie frayeur : une grosse quinte de toux à 9 mètres de profondeur. Je ne me suis pas vu mourir, parce qu'on est bien entouré… mais j'ai eu du mal à garder mon sang-froid habituel. ».

### Tournage
Le tournage se déroule du 9 avril au 1er août 2024, avec des scènes tournées à Paris, en Île-de-France, à Vilvorde près de Bruxelles en Belgique et en région Occitanie, et plus précisément en juin et juillet 2024 à Vabre, à Rouairoux, au lac de la Raviège, au lac du Laouzas à Nages, à Lacaune, à Anglès et à Mazamet  dans le département du Tarn, ainsi qu'à La Salvetat-sur-Agout dans le département de l'Hérault,,,,,,,,,.
Les scènes sous l'eau sont tournées au studio aquatique Lites à Vilvorde près de Bruxelles en Belgique, le plus grand studio aquatique d'Europe.
Le réalisateur Slimane-Baptiste Berhoun explique : « On est venus tourner ici parce qu'on a des séquences à faire sous l'eau. Il fallait construire un décor, contrôler la lumière, la température… et c'est exactement ce qu'on fait ici […] Un tournage avec autant de séquences sous l'eau, ce n'est pas forcément plus stressant. C'est grisant, parce que c'est un défi. Ça demande juste plus de préparation. Il faut tout anticiper, dessiner chaque plan, et savoir s'adapter […] Un mois passé en région parisienne pour les intérieurs, trois semaines ici en Belgique, et deux mois à venir en Occitanie. C'est comme trois films différents ! ». Dans le bassin, les acteurs reçoivent leurs consignes par des enceintes immergées. Tomer Sisley explique : « On entend mieux sous l'eau. Dehors, il y a la réverbération alors que dedans, c'est d'une clarté limpide. ». Le réalisateur Slimane-Baptiste Berhoun ajoute : « Ils doivent tout de même retenir leur respiration, sinon ils n'entendent que leurs propres bulles. ».
En Occitanie, c'est le sud du Tarn qui a été choisi par la production Quad Drama comme cadre de tournage. Le producteur Roman Turlure est tombé sous le charme de la région : « On a sillonné la région en repérage et ces lieux nous ont paru emblématiques. Vabre est un charmant village typique avec une petite montagne en fond et un pont, des éléments déterminants et symboliques pour notre histoire. J'adorerais vivre ici. ».

### Fiche technique
Sauf indication contraire, les informations mentionnées dans cette section peuvent être confirmées par les bases de données cinématographiques  présentes dans la section « Liens externes ».
- Titre français : Surface
- Réalisation : Slimane-Baptiste Berhoun[4],[5],[7],[8],[9],[10],[12]
- Scénario : Gaëlle Bellan, Marie Deshaires, Laura Piani et Catherine Touzet[4],[5],[7],[9], d'après le roman homonyme d'Olivier Norek
- Musique : Loïc Ouaret
- Décors : Léa Philippon
- Costumes : Bethsabée Dreyfus
- Photographie : Tristan Tortuyaux
- Son : Arnaud Trochu
- Montage : Pauline Rebière
- Casting : Léa Gilet-Lorand
- Production : Iris Bucher et Roman Turlure[9],[8],[10],[16]
- Sociétés de production : Quad Drama, en coproduction avec France Télévisions, Nadcon Film (ARD) et Panache Productions (RTL)[4],[5],[6],[7],[9],[10]
- Société de production : France Télévisions
- Pays de production :  France /  Allemagne /  Belgique
- Langue originale : français
- Format : couleur
- Genre : drame policier[7]
- Nombre de saisons : 1
- Nombre d'épisodes: 6[4],[7]
- Durée : 52 minutes[4],[7]
- Dates de première diffusion :
  - Suisse : 22 juillet 2025 sur RTS1
  - Belgique : 5 août 2025 sur RTL TVI[1]
  - France : 1er septembre 2025 sur France 2[17],[3]

## Accueil

### Audiences et diffusion

#### En Belgique
En Belgique, la série est diffusée le mardi à 21 h 20 sur RTL TVI par groupe de trois épisodes les 5 et 12 août 2025.
| Épisode              | Diffusion            | Diffusion            | Audience moyenne          | Audience moyenne | Réf.   |
| Épisode              | Jour                 | Horaire              | Nombre de téléspectateurs | Classement       | Réf.   |
| -------------------- | -------------------- | -------------------- | ------------------------- | ---------------- | ------ |
| 1                    | Mardi 5 août 2025    | 21 h 20 - 22 h 20    | 133 884                   | 2e               | [ 18 ] |
| 2                    | Mardi 5 août 2025    | 22 h 25 - 23 h 30    | 133 884                   | 2e               | [ 18 ] |
| 3                    | Mardi 5 août 2025    | 23 h 30 - 00 h 35    | 133 884                   | 2e               | [ 18 ] |
| 4                    | Mardi 12 août 2025   | 21 h 20 - 22 h 20    | 70 789                    | 2e               | [ 19 ] |
| 5                    | Mardi 12 août 2025   | 22 h 20 - 23 h 20    | 70 789                    | 2e               | [ 19 ] |
| 6                    | Mardi 12 août 2025   | 23 h 20 - 00 h 20    | 70 789                    | 2e               | [ 19 ] |
|                      |                      |                      |                           |                  |        |
| Moyenne de la saison | Moyenne de la saison | Moyenne de la saison | 102 337                   |                  |        |

- Les plus hauts chiffres d'audience
- Les plus bas chiffres d'audience

### Accueil critique
Pour Ciné-Télé-Revue, « Surface est un bon polar intrigant et sans temps mort, emmené par une Laura Smet bluffante de naturel ! ».